# طائرة مخترقة

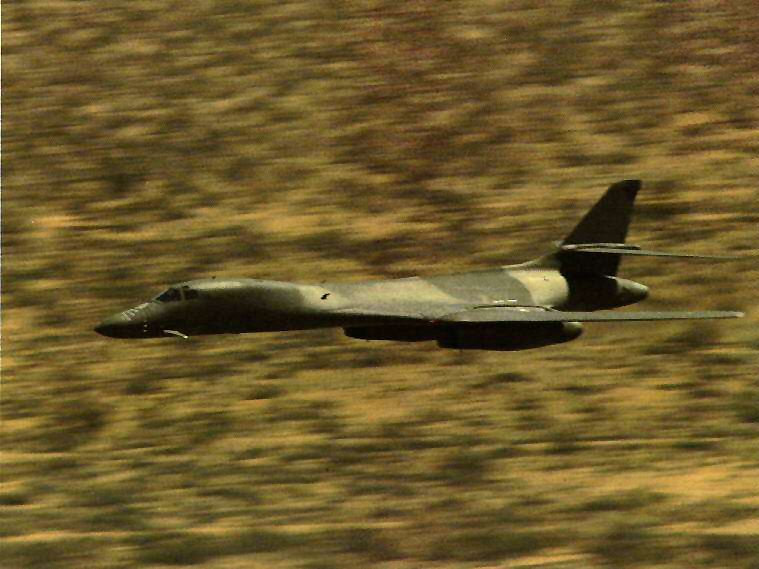

المقاتلة المخترقة أو المخترقة هي طائرة قاذفة قنابل بعيدة المدى مصممة للتسلل واختراق دفاعات العدو.  يتم استخدام هذا المفهوم في الغالب على الطائرات التي تطير على ارتفاعات منخفضة لتفادي رادار العدو، وهو تجسيد لمفهوم استراتيجي للتصميمات التكتيكية للمقاتلات الاعتراضية ذات المدى الأقصر مثل TSR-2 و إف-111 آردفارك. يمكن استخدم المفهوم على أي طائرة مصممة للنجاة فوق المجال الجوي للعدو، وقد تم استخدامه لتصميمات مقاتلات الاختراق التي تهدف إلى مرافقة القاذفات. 
التصميم التقليدي للطائرة المخترقة هو بي-1 لانسر، حيث تم استخدام المصطلح على نطاق واسع لأول مرة.    أيضاً الطائرة الأكبر حجمًا توبوليف تو-160 من ضمن هذه الفئة. وقد تم أيضًا تبني هذا المفهوم مع طائرات أخرى، مثل طائرة بوينج بي-52 ستراتوفورتريس وبعض إصدارات طائرة إف-111، للقيام بهذا الدور. يمكن تصنيف التصميمات الأكثر حداثة، مثل نورثروب غرومان بي 2 سبيرت، تقنيا على أنها طائرات مخترقات، ولكن لا يتم تطبيق المصطلح بشكل عام على هذه الطائرات. وصفت مهمة قاذفة الجيل التالي بأنها "تخترق وتستمر" 

## ملحوظات
1. ↑  The B-1 was developed as part of a project known as the "Low-Altitude Manned Penetrator".

The B-1 was developed as part of a project known as the "Low-Altitude Manned Penetrator".